# Europsko prvenstvo u košarci – Srbija i Crna Gora 2005.
Europsko prvenstvo u košarci 2005. godine održalo se u Srbiji i Crnoj Gori od 16. do 25. rujna 2005. godine.